# .vu
.vu為瓦努阿图國家及地區頂級域（ccTLD）的域名。該域名於1995 年 4 月 10 日啟用。該域名沒有註冊限制，任何人可以申請註冊二級域名。該域名由瓦努阿图电信有限公司負責運營和註冊。

## 外部連結
- IANA .vu whois information（页面存档备份，存于）
- .vu domain registration website（页面存档备份，存于）